# Camila Rodero Contreras
Camila Rodero Contreras (* 12. Mai 2008) ist eine chilenische Tennisspielerin.

## Karriere
Rodero Contreras, die im Alter von fünf Jahren das Tennisspielen begann, bevorzugt laut ITF-Profil Hartplätze. Sie spielt bislang überwiegend Turniere auf der ITF Women’s World Tennis Tour, wo sie bislang aber noch keinen Titel gewinnen konnte.